# Jung Chung-rae

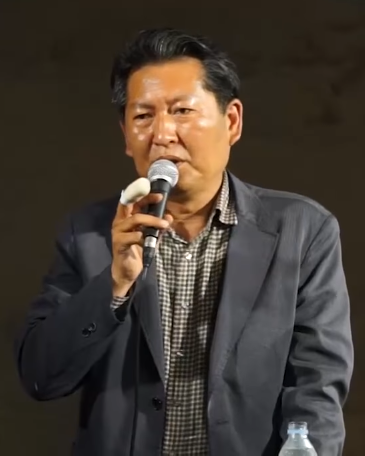

Jung Chung-rae (coréen : 정청래, né le 18 mai 1965) est un homme politique sud-coréen membre de l'Assemblée nationale, et président du Parti démocrate depuis le 2 août 2025. 

## Biographie
Jung est né le 18 mai 1965, le plus jeune de dix enfants à Seokmak-ri, Jinsan-myeon, dans le district de Geumsan, dans le Chungcheong du Sud, en tant que descendant de la 17e génération du clan Hadong Jung.
Alors qu'il est étudiant en quatrième année d'ingénierie industrielle à l'Université Konkuk, Chung Cheong-rae est président du district oriental du "Comité spécial Juche" de l'Armée populaire de Corée et photocopie et distribue six exemplaires du livre "Tradition de la révolution Juche", qui contient des informations sur les idées Juche de Kim Il-sung, aux cadres du gouvernement étudiant de l'Université Konkuk (en violation de la loi sur la sécurité nationale).
Le 23 septembre 1988, le poste de police de Mapo à Séoul arrête Jung pour violation de la loi sur la sécurité nationale et violation de la loi sur les rassemblements et les manifestations. En réponse à la réintégration du gouvernement le 20 décembre 1988, les charges sont abandonnées le 21 décembre 1988 par le bureau du procureur du district de Séoul.
Cependant, en octobre 1989, il est arrêté par la police pour un acte terroriste au cours duquel il s'introduit dans la résidence de l'ambassade des États-Unis et fait exploser une bombe improvisée. Il est arrêté et inculpé en novembre 1989.
Il est condamné à 4 ans de prison et à 2 ans de suspension de sa licence pour avoir dirigé l'occupation de la résidence de l'ambassade des États-Unis à Jeong-dong, à Séoul, en 1989 et lancé une bombe improvisée, violé la loi sur les rassemblements et les manifestations et la loi sur la sécurité, violé la loi sur la sécurité nationale (divers), violé la loi sur les rassemblements et les manifestations, entrave à des fonctions officielles spéciales entraînant des blessures, préparation de l'incendie criminel d'un bâtiment existant, violation de la loi sur la répression des actes de violence, etc., violation de la loi sur le contrôle des armes à feu, des épées, des explosifs, etc., et violation de la loi sur la répression de l'utilisation de cocktails Molotov, etc.
En raison de son expérience dans les mouvements de protestation anti-américains, Chung est exclu de l'inspection sur l'état de l'Union du département d'État en octobre 2013 parce qu'il n'obtient pas de visa pour se rendre aux États-Unis. Chung est également exclu de l'inspection sur l'état de l'Union.

### Carrière politique
Au début des années 1990, il fonde et dirige une école de guidisme dans le district de Mapo, à Séoul, et est recruté par le Congrès national pour la nouvelle politique, où il commence ses activités politiques.
En 2007, avec Lee Jae-myung, il dirige la création de People in Touch with Jung Dong-young, un groupe de soutien pour Jung, et sert quatre mandats (17e, 19e, 21e et 22e) en tant que membre de l'Assemblée nationale, représentant Mapo B, à Séoul.
Au cours de la 17e Assemblée nationale, il mène une occupation du siège de l'Assemblée nationale pour exiger l'abrogation de la loi sur la sécurité nationale.
Le 10 mars 2016, il n'est pas nommé par le Parti démocratique de Corée pour les 20e élections générales en raison de diverses controverses et est coupé avec plusieurs autres membres actifs du parti. Il déclare qu'il respecte la décision du parti et qu'il ne fera pas défection, mais qu'il aidera le parti de diverses manières à gagner les élections générales. Il recommande Son Hye-won, la présidente des relations publiques du parti, pour son district, et elle est choisie comme candidate du Parti démocratique de Corée pour les 20e élections générales dans le district de Mapo.
Lors des élections législatives sud-coréennes de 2020, il est désigné comme candidat du Parti démocratique de Corée pour le district de Mapo et remporte un troisième mandat, battant Kim Sung-dong du Parti du Pouvoir au peuple avec 53,75% des voix.
En août 2022, il est élu membre senior du Parti démocratique de Corée.
Lors des élections législatives sud-coréennes de 2024, il se présente dans le même district et remporte un quatrième mandat avec 52,44% des voix, battant Ham Un-kyung du Parti du Pouvoir au peuple.
Lors de la 22e Assemblée nationale, il est élu président de la commission judiciaire pour la première moitié de son mandat. Il est procureur de destitution dans le procès de destitution du président Yoon Suk-yeol devant la Cour constitutionnelle.

## Controverse
Le 4 mai 2018, à 20 h 45, Jung heurte le pare-chocs avant d'une voiture stationnée alors qu'il fait marche arrière dans le parking du sous-sol du deuxième étage d'un bâtiment médiatique à Deunggye-ro, dans le district de Jung, à Séoul, mais s'enfuit sans laisser d'informations personnelles. Le pare-chocs avant et la calandre de la voiture sont endommagés dans l'accident. Jung est condamné à une amende pour avoir fui les lieux sans laisser ses coordonnées, même s'il a heurté une autre voiture alors qu'il était garé.